# Pojkarna och skotten i Rödeby
Pojkarna och skotten i Rödeby är en svensk dokumentärfilm från 2021 av filmaren Per-Anders Rudelius.
Filmen handlar om när sex pojkar en oktobernatt 2007 kör till en ensligt belägen gård strax norr om Rödeby för att göra upp med en familj, där sonen i huset under ett flertal år blivit mobbad och familjen trakasserad.
Det var natten då en 15-årig pojke sköts till döds av en 50-årig familjefar, ett drama som väckte debatt över hela landet.
Per-Anders Rudelius återvände till Rödeby för att med filmen söka svar på de stora och svåra frågorna som hösten 2007 plågade det lilla samhället Rödeby.
| ”                           | I en tid med ett så rått klimat där förövare ska demoniseras känns det viktigt att göra en film som inte dömer någon, utan som söker de verkliga bristerna i samhällsstrukturen, och som uppmärksammar längtan efter försoning. | „ |
| – Per-Anders Rudelius 2021. | |   |